# Galmsbüll
Galmsbüll (tiếng Đan Mạch: Galmesbøl) là một đô thị tại huyện Nordfriesland, trong bang Schleswig-Holstein, nước Đức. Đô thị này có diện tích 49,05 km², dân số thời điểm 31 tháng 12 năm 2006 là 677 người.